# Urszulin (gromada)
Urszulin – dawna gromada, czyli najmniejsza jednostka podziału terytorialnego Polskiej Rzeczypospolitej Ludowej w latach 1954–1972.
Gromady, z gromadzkimi radami narodowymi (GRN) jako organami władzy najniższego stopnia na wsi, funkcjonowały od reformy reorganizującej administrację wiejską przeprowadzonej jesienią 1954 do momentu ich zniesienia z dniem 1 stycznia 1973, tym samym wypierając organizację gminną w latach 1954–1972.
Gromadę Urszulin z siedzibą GRN w Urszulinie utworzono – jako jedną z 8759 gromad na obszarze Polski – w powiecie włodawskim w woj. lubelskim na mocy uchwały nr 17 WRN w Lublinie z dnia 5 października 1954. W skład jednostki weszły obszary dotychczasowych gromad Urszulin, Andrzejów, Michałów, Zabrodzie, Dębowiec i Wincencin ze zniesionej gminy Wola Wereszczyńska w tymże powiecie. Dla gromady ustalono 12 członków gromadzkiej rady narodowej.
1 stycznia 1960 do gromady Urszulin włączono obszar zniesionej gromady Wereszczyn w tymże powiecie.
1 stycznia 1962 do gromady Urszulin włączono wsie Babsk i Jamniki, kolonię Załucze Stare, wieś i kolonię Wola Wereszczyńska, wieś Załucze Nowe, wieś i kolonię Zawadówka oraz kolonie Dębiny-Łukie, Dyszczytno, Olszowo, Wujek i Zarudka ze zniesionej gromady Wola Wereszczyńska oraz wieś Wólka Wytycka, wieś i kolonię Wytyczno oraz kolonię Łowiszów ze zniesionej gromady Wytyczno w tymże powiecie.
Gromada przetrwała do końca 1972 roku, czyli do kolejnej reformy gminnej. 1 stycznia 1973 w powiecie włodawskim utworzono gminę Urszulin.